# Rödigen (Lödla)
Rödigen ist ein Ortsteil von Lödla im Landkreis Altenburger Land in Thüringen.

## Geografie

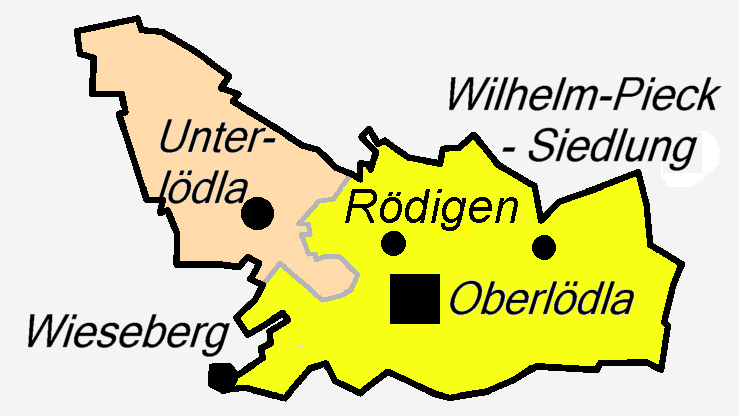
Lage von Rödigen in der Gemarkung Oberlödla

Das Dorf liegt umschlossen von Wald im Altenburg-Zeitzer Lößhügelland. Lediglich im Westen schließen sich Felder an. Im Süden geht der Ort in die Agglomeration von Oberlödla über, in dessen Gemarkung Rödigen auch liegt. Geprägt wurde das Umfeld vom Braunkohlenabbau (Meuselwitz-Altenburger Braunkohlerevier). Das Stadtzentrum der Kreisstadt Altenburg liegt 5 km östlich des Ortes.
Umliegende Orte sind im Uhrzeigersinn im Norden Rositz, im Osten die zu Oberlödla gehörende Wilhelm-Pieck-Siedlung und im Süden Oberlödla, im Westen schließt sich Unterlödla an, beide als Ortsteile der Gemeinde Lödla.

## Geschichte
Das in der Zeit von 1161 bis 1186 erstmals als Rodischene erwähnte Rödigen stellte eine kleine Rodungssiedlung dar. Ursprünglich war der Ort ein Weiler, der 1445 aus vier Handgütern, einem weiteren Haus sowie einem Jägerhaus eines Junkers bestand. Im Jahr 1580 lebten 35 Menschen im Ort. Seit dem 16. Jahrhundert gehörte Rödigen zum wettinischen Amt Altenburg, welches aufgrund mehrerer Teilungen im Lauf seines Bestehens unter der Hoheit folgender Ernestinischer Herzogtümer stand: Herzogtum Sachsen (1554 bis 1572), Herzogtum Sachsen-Weimar (1572 bis 1603), Herzogtum Sachsen-Altenburg (1603 bis 1672), Herzogtum Sachsen-Gotha-Altenburg (1672 bis 1826). Mit dem im 19. Jahrhundert einsetzenden Braunkohlenabbau, der direkt am Dorfrand einsetzte, verlor der Ort seinen weilerartigen Charakter. 1871 lebten bereits 174 Einwohner in Rödigen.
Bei der Neuordnung der Ernestinischen Herzogtümer im Jahr 1826 kam Rödigen zum neu entstandenen Herzogtum Sachsen-Altenburg. Nach der Verwaltungsreform im Herzogtum gehörte der Ort bezüglich der Verwaltung zum Ostkreis (bis 1900) bzw. zum Landratsamt Altenburg (ab 1900). Seit 1918 lag Rödigen im Freistaat Sachsen-Altenburg, der 1920 im Land Thüringen aufging. 1922 wurde der Ort dem Landkreis Altenburg zugeteilt. Zu dieser Zeit gehörte Rödigen bereits zu Oberlödla.
Rödigen erlitt aufgrund der Nähe zum Werk der DEA Rositz am 16. August 1944 und am 14. Februar 1945 schwere Zerstörungen durch angloamerikanische Bomben. Am 1. Juli 1950 wurde Oberlödla mit seinem Ortsteil Rödigen mit dem bis dahin eigenständigen Unterlödla zur Gemeinde Lödla vereinigt. Ein großes Wachstum erfuhr der Ort nach der politischen Wende 1989, als die Suburbanisierung aus Altenburg in einige umliegenden Gemeinden eintrat.